# Paras Nath Prasad
Paras Nath Prasad (nacido en 1946) es un químico indio. Es el Profesor Distinguido SUNY en los departamentos de Química, Física, Medicina e Ingeniería Eléctrica de la Universidad de Buffalo y Director Ejecutivo del Instituto de Láseres, Fotónica y Biofotónica.

## Biografía

### Primeros años
Prasad nació en 1946y creció en Sitamarhi, Bihar.Completó su licenciatura en ciencias y maestría en la Universidad Babasaheb Bhimrao Ambedkar Bihar antes de mudarse a los Estados Unidos para su doctorado en la Universidad de Pensilvania.Mientras realizaba su doctorado, Prasad se interesó por la biofotónica en la naturaleza.

### Carrera
Después de su doctorado, Prasad se unió a la facultad de la Universidad de Buffalo (UB) en 1974. Durante su mandato, centró su investigación en la tecnología de dos fotones y dirigió el Laboratorio de Investigación de Fotónica. Tras su nombramiento como director ejecutivo del Instituto de Investigación en Láseres, Fotónica y Biofotónica, Prasad desarrolló nuevos materiales fotónicos. En 1999, ayudó a científicos de la Universidad de Buffalo y la Universidad de Tulane a rastrear el compuesto AN-152 a través de una célula cancerosa de mama humana combinándolo con su sonda fluorescente C625. En 2002, Prasad desarrolló Nanoclinic, una nanocáscara de sílice que contiene varios agentes diagnósticos y terapéuticos. Al año siguiente, publicó un libro titulado "Nanofotónica", que describió como "el primer libro que cubre exhaustivamente la nanofotónica, tanto como un fenómeno fundamental como el origen de tecnologías y dispositivos que afectarán campos que van desde la tecnología de la información hasta la administración de medicamentos.
Más allá de América del Norte, Prasad ayudó con la investigación en el Real Instituto de Tecnología actuando como asesor externo en dos proyectos en biotecnología y nanotecnología. Como resultado, la institución le otorgó un doctorado honorario en 2013.

### Premios y honores[editar fuente]
Como resultado de su investigación, recibió una beca John Simon Guggenheim en ingeniería en 1997.También fue nombrado Samuel P. Capen es profesor de Química y obtuvo el Jacob F. Medalla Schoellkopf de la Sociedad Americana de Química "por sus destacados logros en espectroscopia y ciencia de los materiales centrada específicamente en la tecnología fotónica".Más tarde, Prasad fue elegido miembro de la Sociedad Internacional de Ingeniería Ópticay fue nombrado por Scientific American como uno de los Scientific American 50 en 2005.[En 2003, Prasad fue honrado por la Universidad Estatal de Nueva York por su "contribución singular a la beca y la reputación de la universidad.También recibió una cátedra honoraria en la Universidad de Zhejiang en 2006.
En 2014, Prasad recibió el primer Premio al Impacto a la Innovación de BU en reconocimiento a su trabajo en "desarrollo del uso de nanopartículas magnéticas y activadas por láser para el diagnóstico y tratamiento del cáncer".También ganó su Medalla del Presidente en reconocimiento al extraordinario servicio a la universidad.[Más allá de la UB, Prasad fue nombrado miembro de la Academia Nacional de Inventores,y ganó la Medalla de Oro de la Sociedad Internacional de Óptica y Fotónica (SPIE).[Un año después, Prasad ganó premios de tres organizaciones diferentes; el Premio Peter Debye de Química Americana en Química Física, el Premio Pioneer en Nanotecnología del Consejo de Nanotecnología IEEE y Michael S. Premio Feld Biofotónico de la Sociedad Óptica.
En 2018, Prasad fue elegido miembro del Instituto de Ingenieros Eléctricos y Electrónicos por sus contribuciones en biofotónica, nanofotónica y nueva tecnología biomédica. También fue nombrado en la lista de investigadores altamente citados de Analytics 2018. En junio de 2021, Prasad recibió el Premio William Streifer Scientific Achievement de la Sociedad de Fotónica IEEE por "contribuciones pioneras en procesos multifotónicos en materiales moleculares y desarrollar tecnologías que promuevan la biofotónica para la imagen y terapia multifotónica".

## Publicaciones
- Introducción a la biofotónica (2003)
- Nanofotónica (2004)